# Planeta DeAgostini

Logo

Planeta DeAgostini ist ein spanischer Comicverlag und Anbieter von Sammelobjekten aus Barcelona. Er ist ein Joint Venture zwischen der spanischen Planeta und dem italienischen DeAgostini.
Der Verlag gründete sich 1985 zunächst für amerikanische Superhelden-Comics, in den 1990er Jahren kamen Manga-Serien hinzu. Ein weiteres Segment wurden Sammelobjekte (Figuren, Bausätze, Modelle, Tonträgerserien) und Computerspiele. Der Verlag wurde mit eigenen Dependancen auch in Brasilien, Portugal, Mexiko und Argentinien tätig.

## Comicserien (Auswahl)
- Dragon Ball
- One Piece
- Lady Snowblood
- Crying Freeman
- Naruto
- Battle Angel Alita
- Superman
- Batman
- Spider-Man
- X-Men
- Star Wars Comics
- Creepy
- Die Peanuts